# Фернандо Алонсо
Ферна́ндо Ало́нсо Ді́ас (ісп. Fernando Alonso Díaz, * 29 липня 1981, Ов'єдо) — іспанський автогонщик, дворазовий чемпіон світу у класі Формула-1 — 2005 і 2006 років. У сезоні 2010 перейшов у команду Феррарі, а з 2015 року повернувся до Mclaren.

## Початок кар'єри
Фернандо народився 29 липня 1981 року в Ов'єдо, Астурія, Іспанія, молодша дитина в сім'ї з середнім достатком. У дитинстві брав участь в гонках на картах. Почавши виступу в чемпіонаті Іспанії серед юніор ів, завоював чотири чемпіонські титули — з 1993 по 1996. На наступний рік Алонсо виграв в національній серії Інтер-А, і завоював віцечемпіонство в міжнародній.
Адріан Кампос, відомий гоночний менеджер і колишній гонщик Формули-1, запросив Алонсо в свою команду в світовій серії «Ніссан». У 1998 році Алонсо дебютував в серії, виграв вже в другій гонці, і, вийшовши в лідери на останній гонці, став чемпіоном. Після цього іспанець був помічений менеджерами Формули-1 і провів успішні тести за «Мінарді» в 2000 році. Тоді ж Алонсо дебютував за команду Astromega, дочірній підрозділ «Мінарді», в чемпіонаті Формула-3000, де виграв останню гонку сезону в Спа і став четвертим в загальному заліку за підсумками року.

## Формула-1

### Дебют
У 2001 році Фернандо Алонсо був переведений з тест-пілотів до бойового складу команди «Мінарді» Формули-1. На момент дебюту йому ще не виповнилося двадцяти років. Машина традиційного аутсайдера з торішнім двигуном Cosworth не дозволила дебютантові набрати жодного очка в першому сезоні. Проте, Алонсо виглядав значно швидше в кваліфікаціях і гонках, чим його партнери Тарсо Маркес та Алекс Йонг.
Попри те, що успішний дебют іспанця опинився «в тіні» яскравіших дебютів Хуана-Пабло Монтойї та Кімі Райкконена, його успіхи були помічені Флавіо Бріаторе , директором нової заводської команди Renault F1. Бріаторе розглядав можливість найму Фернандо в бойовий склад, але в підсумку зробив його третім пілотом.

### Перехід вRenault
В сезоні 2002 року Фернандо не проводив гонок у Формулі-1, займаючи позицію запасного пілота в «Рено», при Ярно Труллі та Дженсоні Баттоні. У швидкості Іспанця Бріаторе вже не сумнівався, і на наступний рік він був переведений до основного складу, на місце Баттона, який перейшов до BAR. Алонсо з самого початку показав, що не гратиме другу роль в команді: він завоював поул-позишн в Малайзії, був другим на домашній гонці, а в Будапешті здобув свою першу перемогу. Крім того, його класифікували третину в Бразилії, однак той подіум носив відтінок курйозу — гонка проходила в дощ, і після аварії на 55-му колі Марка Уеббера на трасу вже була випущена машина безпеки, але Алонсо не знизив швидкість, і на повному ходу врізався в покришку від розбитої машини Марка. Машина Фернандо вдарилася у відбійник, відлетіла в протилежну стіну, а уламки буквально засипали трасу. Гонку довелося зупинити, і на цей момент Алонсо виявився третім. Втім, на подіумі Фернандо не з'явився — він був відправлений до лікарні з легким струсом мозку. Після фінішу фактичний господар Формули 1, Берні Екклстоун, висловив своє обурення з приводу поведінки іспанця. Але згодом у Алонсо було багато яскравих перегонів, Берні змінив гнів на милість, а по підсумками сезону Алонсо став шостим і впевнено випередив свого партнера, досвідченого Ярно Труллі
В 2004 році, в умовах переважної переваги «Феррарі» Шумахера та Барікелло, Труллі зміг чинити серйозний опір Алонсо. У першій половині сезону італієць виглядав як мінімум не гірше за свого напарника, і навіть здобув перемогу в Монако. Проте в плани Флавіо Бріаторе це не входило, тому що хоча він і був менеджером обох гонщиків, його головним протеже все ж став Алонсо. Відносини між Бріаторе і Труллі зіпсувалися, у Ярно почалися проблеми з машиною, кілька разів він сходив з технічних причин, а за три гонки до закінчення чемпіонату був і зовсім звільнений з команди — його місце тимчасово зайняв Жак Вільньов. У підсумку Алонсо знову випередив Труллі в загальному заліку чемпіонату, а на наступний сезон його напарником став Джанкарло Фізікелла.

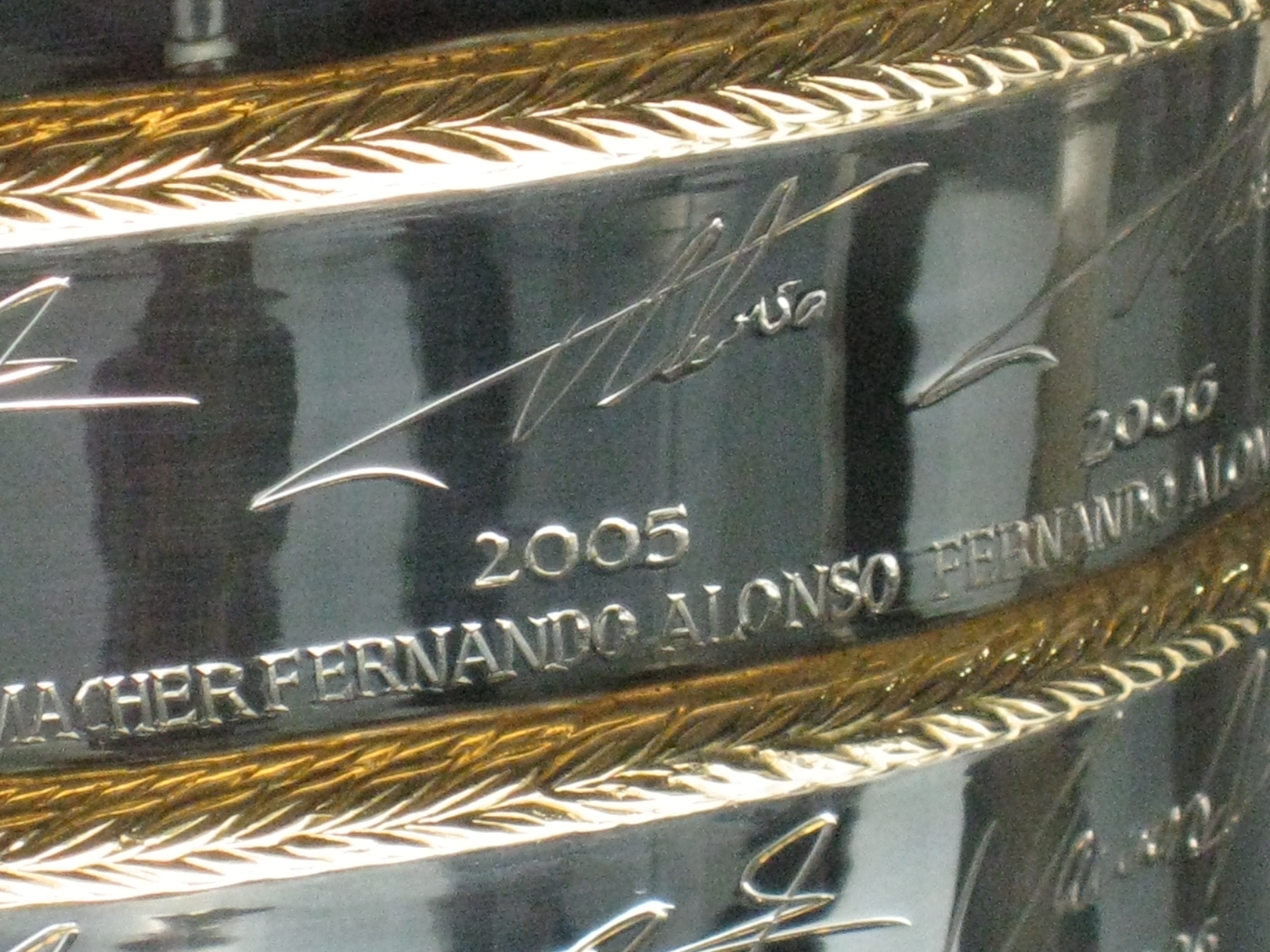
Ім'я Фернандо Алонсо, вигравірувне на чемпіонському кубку

Сезон 2005 року почався з перемоги Фізікелли, але потім Алонсо виграв три гонки підряд, ставши беззастережним лідером чемпіонату. Його головним суперником став Кімі Ряйкконен на «МакЛарен», який виграв стільки ж гонок, скільки і іспанець. Однак фін страждав від ненадійності машини, змушує його часто міняти двигун і, згідно з новими правилами, відкочуватися на десять позицій на стартовій решітці. У той же час, «Рено» Алонсо не зазнавало подібних проблем.
Стабільність Фернандо була дуже високою: з дев'ятнадцяти гонок 2005 року він не набрав очок тільки в трьох, і ще в одній фінішував четвертим — всі інші гонки були їм доведені до подіуму, у тому числі сім перемог. В результаті, хоча наприкінці чемпіонату Райкконен почав скорочувати розрив, стабільних фінішів на другому-третьому місцях Алонсо вистачило, щоб утримати лідерство і стати чемпіоном достроково. Завдяки своєму титулу, Фернандо став наймолодшим чемпіоном в історії Формули-1 на той момент і припинив серію Міхаеля Шумахера з п'яти чемпіонств поспіль.

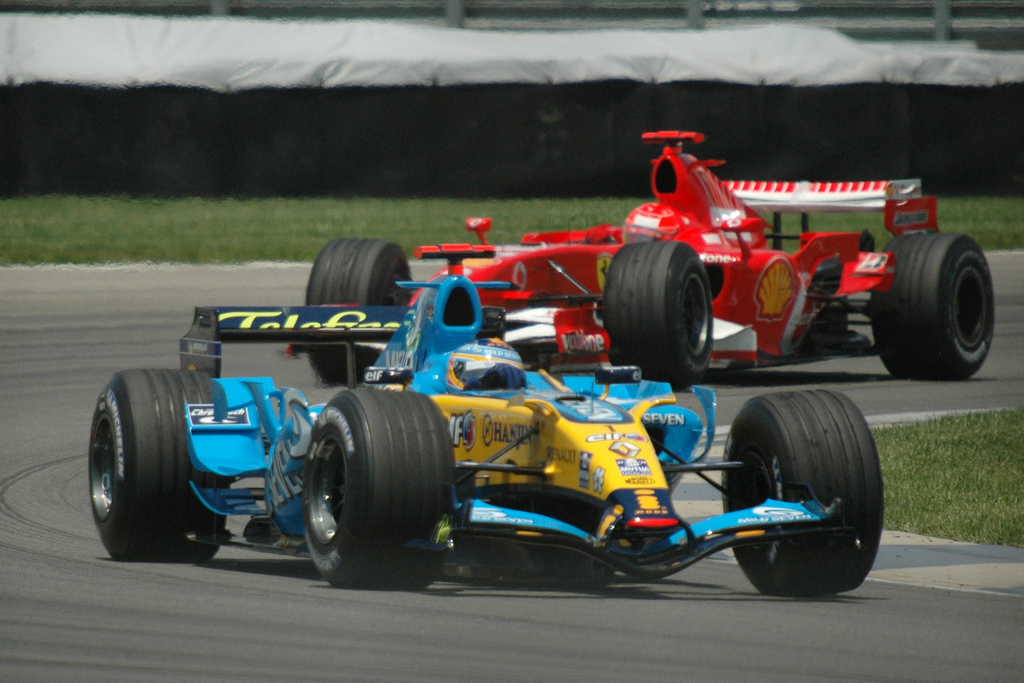
Алонсо і Міхаель Шумахер, Формула-1 — Гран-прі США 2006

Ще до початку наступного року Алонсо здивував оглядачів, підписавши контракт з командою МакЛарен на перехід в неї через рік. Проте це ніяк не вплинуло на його виступу в 2006 році. Алонсо знову вийшов у лідери з самого початку чемпіонату. Він фінішував всякий раз не нижче другого місця в перших дев'яти гонках, з яких їм були виграні шість, з них чотири поспіль.
Друга половина чемпіонату склалася для лідера «Рено» значно гірше, викликавши інтригу в чемпіонаті. Здобувши сім перемог, Міхаель Шумахер повністю відіграв відставання від іспанця, який почав нерідко зазнавати механічних проблем. За дві гонки до кінця чемпіонату, перед Гран-прі Японії Міхаель і Фернандо зрівнялися за очками, причому німець значився лідером за рахунок більшої кількості перемог. Але Алонсо вдалося перемогти в гонці. Іспанець виграв свій другий поспіль чемпіонський титул, знову здобувши сім перемог і набравши рівно на одне очко більше, ніж торік.

### Перехід в McLaren

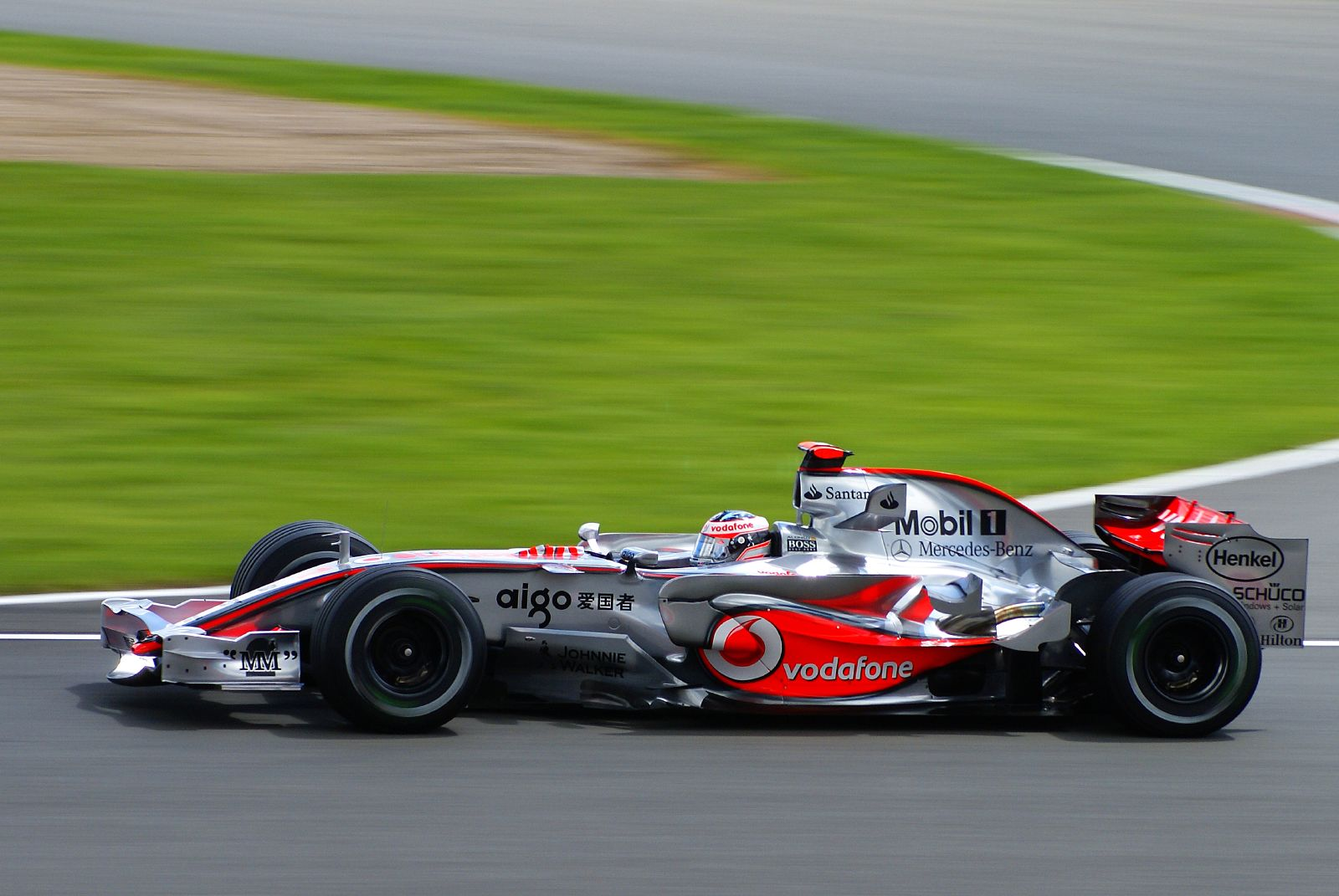
Алонсо за кермом боліда McLaren на Гран-прі Великої Британії 2007 року

Попередній контракт Алонсо з командою Рона Денніса був підписаний ще в 2005 році, і протягом усього сезону-2006 і Фернандо і менеджери «Рено» знали, що йому належить перехід в іншу команду. На момент підписання, і особливо після невдач «МакЛарен» в 2006 році, вибір чемпіона виглядав невдалим: McLaren Mercedes Райкконена не показував колишньої швидкості і страждав від постійних проблем з двигуном, у той час як «Рено» виглядали технічно сильнішими Проте в міжсезоння 2006—2007 років інженери «МакЛарен» значно поліпшили машину, і вже на міжсезонних тестах Алонсо і його партнери Педро де ла Роса та Льюїс Гамілтон не поступалися пілотам «Феррарі». Перші ж гонки показали, що «Рено» значно поступається в швидкості новому «МакЛарен», який почав випереджати навіть «Феррарі» Райкконена і Маси. Таким чином, в руках Алонсо знову опинилася машина топ-команди, що дозволяє боротися за чемпіонський титул.
Партнером Алонсо спочатку передбачався його співвітчизник Педро де ла Роса. Однак перед початком сезону Рон Денніс вирішив перевести в бойовий склад свого молодого тест-пілота, темношкірого британця Льюїса Хемілтона. Дебютант виявився несподівано сильним: у всіх гонках першої половини сезону він фінішував на подіумі, тричі виграв, і незабаром випередив Алонсо, який очолював спочатку чемпіонат.
Партнер-новачок став головним суперником у боротьбі за титул чемпіона 2007 року для Алонсо. Це суперництво навіть вилилося в протест, поданий Хемілтоном проти блокування його в боксах під час кваліфікації в Угорщині. Всупереч вказівкам шеф-механіка McLaren, Алонсо не залишав позиції піт-стопа, через що Льюїс не встиг виїхати на свою останню спробу. В результаті Фернандо був оштрафований позбавленням п'яти місць на старті гонки. Стосунки в команді загострилися між Алонсо, Хемілтоном і шефом McLaren Роном Деннісом, незважаючи на спроби Рона примирити своїх гонщиків. Це суперництво завадило McLaren виграти чемпіонський титул, який дістався Кімі Райкконену.
Алонсо також зіграв важливу роль в шпигунському скандалі навколо McLaren та інформації, отриманої ними з Ferrari. Фернандо передав суду свою e-Mail листування з Педро де ла Росою. Педро пересилав своєму партнеру схему розподілу ваги «Феррарі», а коли Алонсо поцікавився джерелом інформації та її достовірністю, де ла Роса написав: «Це від Найджела Степні, шеф-механіка Ferrari. Мені дає їх Майк кохлем, вони зі Степні друзі». Цей лист став головним доказом проти McLaren на суді й призвело до дискваліфікації команди і позбавлення її всіх очок в кубку конструкторів. Рон Денніс звинувачував Алонсо в шантажі цими свідченнями.

### 2008—2009 Повернення в Рено
Після всіх конфліктів Алонсо з Mclaren в пресі стали часто фігурувати чутки про те, що Алонсо покине McLaren до закінчення контракту і повернеться в Renault. 2 листопада 2007 року це підтвердилося: команда McLaren оголосила про розірвання контракту з Алонсо.. 11 грудня Алонсо був обявленим в складі команди Renault на 2008 рік.

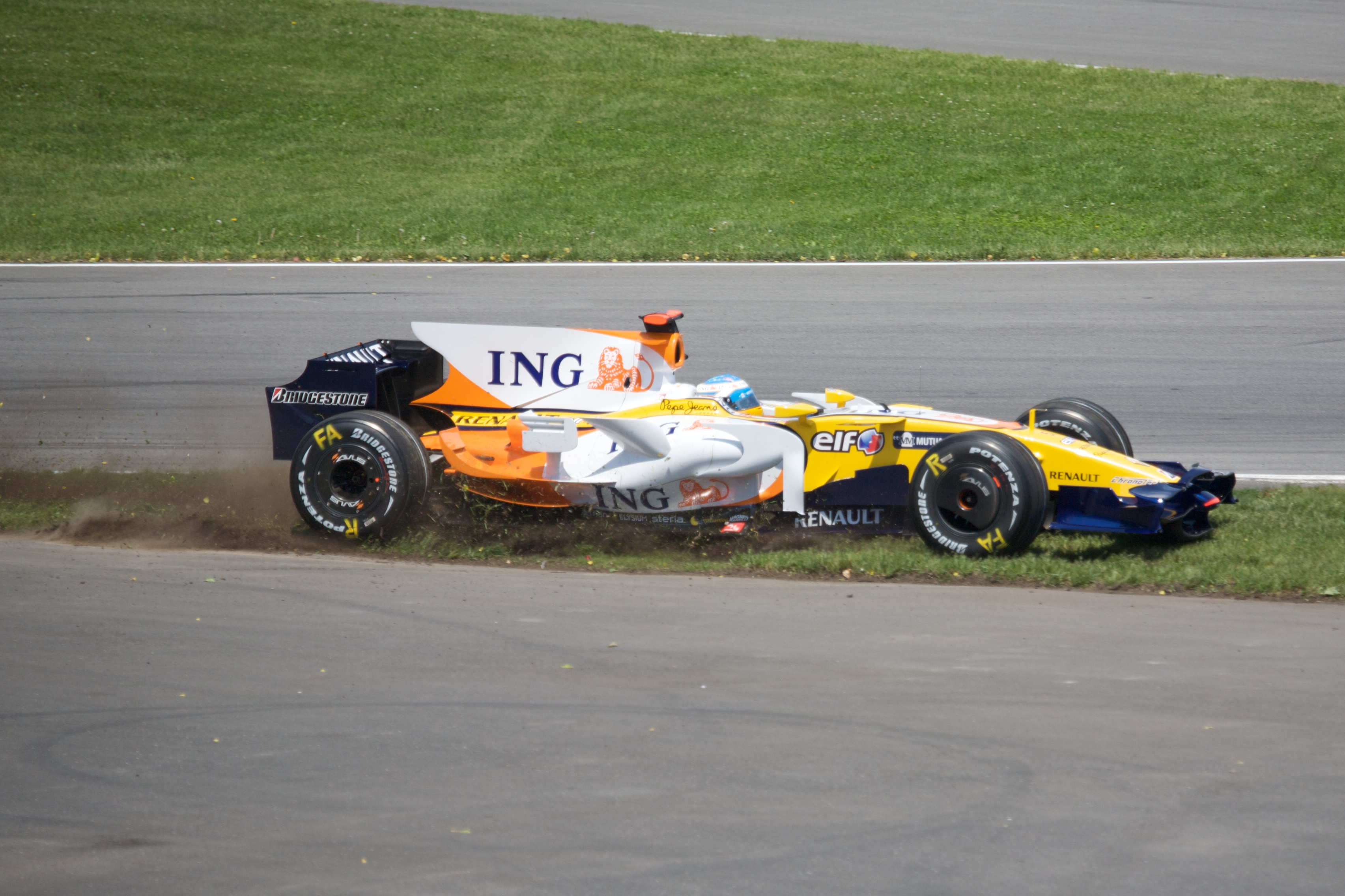
Алонсо на Гран-прі Канади 2008 року

У сезоні 2008 року Алонсо повернувся в команду Рено, проте невдачі команди минулого року продовжилися і вона не змогла повернутися в число лідерів. У 2008 році Фернандо так і не зміг втрутитися в боротьбу за чемпіонство. На Гран-прі Сінгапуру Алонсо здобув довгоочікувану перемогу в гонці, здійснивши прорив з 15 місця на старті. Рік по тому, проте, з'ясувалося, що цим результатом він був багато в чому зобов'язаний змовою свого напарника Нельсіньо Піке і керівництва команди, спровокували появу на трасі машини безпеки відразу після піт-стопа Фернандо. Проте, в Японії Фернандо вже без сторонньої допомоги повторив свій успіх сінгапурський, показавши, що Renault знову знаходить колишню форму.
Під кінець сезону Renault помітно прогресувала і змогла нарівні змагатися з Ferrari і McLaren, за останні 8 Гран-прі року Фернандо набрав найбільшу кількість очок серед пілотів і у підсумку став п'ятим в сезоні 2008 року.
Розвинути успіх в 2009 році не вдалося. Нова машина, Renault R29, виявилася слабшою за попередницю. Тим не менш, на кваліфікації Гран-прі Угорщини Алонсо, вперше з Гран-прі Італії 2007 року, заробив поул, але в гонці зійшов через втрату погано закріпленого колеса. Команда Renault була дискваліфікована за цю помилку на одну гонку, проте пізніше Апеляційний суд ФІА задовольнив апеляцію команди і замінив покарання на більш м'яке. Кінцівка сезону пройшла під знаком скандалу з приводу навмисної аварії Піке на Гран-прі Сінгапуру 2008 року, в результаті якої Флавіо Бріаторе був відправлений у відставку, а потім довічно дискваліфікований. Свій подіум на Гран-прі Сінгапуру Алонсо присвятив звільненому Флавіо.

### Перехід в Ferrari
У 2010 році Алонсо перейшов в Ferrari на місце Кімі Райкконена, завдяки спонсорського пакету банку Santander. Заради того, щоб звільнити місце для Фернандо, контракт Ferrari з Райкконеном був розірваний достроково. Алонсо здобув перемогу в першій же гонці за італійську команду, Гран-прі Бахрейну.
Перед останньою гонкою в сезоні перебував на першому місці в особистому заліку, проте на Гран-Прі Абу-Дабі через стратегічної помилки керівництва Ferrari, приїхав до фінішу сьомим, тим самим втративши третій чемпіонський титул.

### Другий сезон в Ferrari

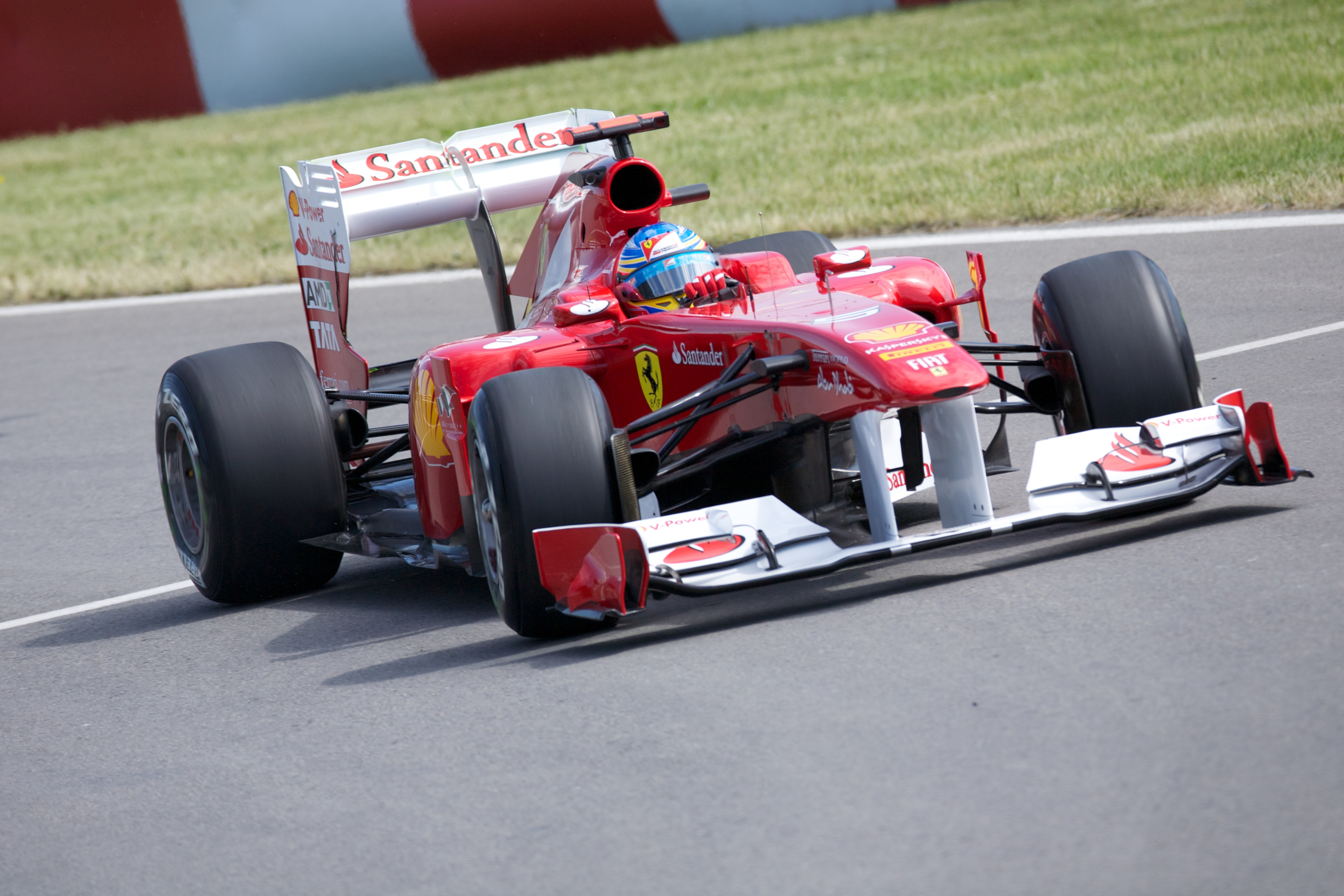
Алонсо за кермом Ferrari на Гран-прі Канади 2011 року

У кваліфікації Гран-прі Австралії 2011, який став стартовим етапом сезону 2011, Фернандо Алонсо посів п'яте місце. На старті недільної гонки Фернандо відкотився на дев'яту позицію. У ході гонки йому вдалося відіграти все програне на старті і ще одну позицію. Таким чином, фінішував Алонсо на четвертій позиції, з відставанням від третього місця трохи більше секунди. Фернандо Алонсо став п'ятим в кваліфікації на Гран Прі Малайзії 2011. У гонці він боровся за місце на подіумі, але під час боротьби з Льюїсом Хемілтоном пошкодив переднє антикрило. Через позапланового піт-стопа Фернандо скотився на шосте місце. Після фінішу Алонсо був оштрафований на 20 секунд, що не вплинуло на його позицію.
Перший подіум у 2011 році Алонсо отримав у Туреччині, де посів третю позицію. Перша перемога — на трасі у Сільверстоуні, де він випередив Феттеля на 16,5 секунд і показав швидкий круг — перший у цьому сезоні.
Після гонки в Італії, де ним було зайнято третє місце, Алонсо став другим гонщиком в історії, що заробив за кар'єру понад 1000 очок.

## Результати виступів

### Гоночна кар'єра
| Сезон   | Серія                              | Команда                               | Гонки      | Перемоги   | Поули      | Н/к        | Подіуми    | Очки       | Місце      |
| ------- | ---------------------------------- | ------------------------------------- | ---------- | ---------- | ---------- | ---------- | ---------- | ---------- | ---------- |
| 1999    | Euro Open by Nissan                | Campos Motorsport                     | 15         | 6          | 6          | 5          | 8          | 164        | 1          |
| 2000    | International Formula 3000         | Team Astromega                        | 9          | 1          | 1          | 2          | 2          | 17         | 4          |
| 2001    | Формула-1                          | European Minardi F1 Team              | 17         | 0          | 0          | 0          | 0          | 0          | 23         |
| 2002    | Формула-1                          | Mild Seven Renault F1 Team            | Тест-пілот | Тест-пілот | Тест-пілот | Тест-пілот | Тест-пілот | Тест-пілот | Тест-пілот |
| 2003    | Формула-1                          | Mild Seven Renault F1 Team            | 16         | 1          | 2          | 1          | 4          | 55         | 6          |
| 2004    | Формула-1                          | Mild Seven Renault F1 Team            | 18         | 0          | 1          | 0          | 4          | 59         | 4          |
| 2005    | Формула-1                          | Mild Seven Renault F1 Team            | 19         | 7          | 6          | 2          | 15         | 133        | 1          |
| 2006    | Формула-1                          | Mild Seven Renault F1 Team            | 18         | 7          | 6          | 5          | 14         | 134        | 1          |
| 2007    | Формула-1                          | Vodafone McLaren Mercedes             | 17         | 4          | 2          | 3          | 12         | 109        | 3          |
| 2008    | Формула-1                          | ING Renault F1 Team                   | 18         | 2          | 0          | 0          | 3          | 61         | 5          |
| 2009    | Формула-1                          | ING Renault F1 Team                   | 17         | 0          | 1          | 2          | 1          | 26         | 9          |
| 2010    | Формула-1                          | Scuderia Ferrari Marlboro             | 19         | 5          | 2          | 5          | 10         | 252        | 2          |
| 2011    | Формула-1                          | Scuderia Ferrari                      | 19         | 1          | 0          | 1          | 10         | 257        | 4          |
| 2012    | Формула-1                          | Scuderia Ferrari                      | 20         | 3          | 2          | 0          | 13         | 278        | 2          |
| 2013    | Формула-1                          | Scuderia Ferrari                      | 19         | 2          | 0          | 2          | 9          | 242        | 2          |
| 2014    | Формула-1                          | Scuderia Ferrari                      | 19         | 0          | 0          | 0          | 2          | 161        | 6          |
| 2015    | Формула-1                          | McLaren Honda                         | 18         | 0          | 0          | 0          | 0          | 11         | 17         |
| 2016    | Формула-1                          | McLaren Honda                         | 20         | 0          | 0          | 1          | 0          | 54         | 10         |
| 2017    | Формула-1                          | McLaren Honda                         | 19         | 0          | 0          | 1          | 0          | 17         | 15         |
| 2017    | IndyCar Series                     | McLaren-Honda-Andretti                | 1          | 0          | 0          | 0          | 0          | 47         | 29         |
| 2018    | Формула-1                          | McLaren F1 Team                       | 21         | 0          | 0          | 0          | 0          | 50         | 11         |
| 2018    | 24 години Ле-Мана                  | Toyota Gazoo Racing                   | 1          | 1          | 1          | 0          | 1          | N/A        | 1          |
| 2018    | WeatherTech SportsCar Championship | United Autosports                     | 1          | 0          | 0          | 0          | 0          | 18         | 58         |
| 2018–19 | FIA World Endurance Championship   | Toyota Gazoo Racing                   | 8          | 5          | 4          | 0          | 7          | 198        | 1          |
| 2019    | WeatherTech SportsCar Championship | Konica Minolta Cadillac               | 1          | 1          | 0          | 0          | 1          | 35         | 27         |
| 2019    | 24 години Ле-Мана                  | Toyota Gazoo Racing                   | 1          | 1          | 0          | 0          | 1          | N/A        | 1          |
| 2019    | IndyCar Series                     | McLaren Racing                        | 0          | 0          | 0          | 0          | 0          | 0          | НК         |
| 2020    | Ралі Дакар                         | Toyota Gazoo Racing                   | 1          | 0          | N/A        | N/A        | 0          | N/A        | 13         |
| 2020    | IndyCar Series                     | Arrow McLaren SP                      | 1          | 0          | 0          | 0          | 0          | 18         | 31         |
| 2021    | Формула-1                          | Alpine F1 Team                        | 22         | 0          | 0          | 0          | 1          | 81         | 10         |
| 2022    | Формула-1                          | BWT Alpine F1 Team                    | 22         | 0          | 0          | 0          | 0          | 81         | 9          |
| 2023    | Формула-1                          | Aston Martin Aramco Cognizant F1 Team | 22         | 0          | 0          | 1          | 8          | 206        | 4          |
| 2024    | Формула-1                          | Aston Martin Aramco F1 Team           | 24         | 0          | 0          | 2          | 0          | 70         | 9          |
| 2025    | Формула-1                          | Aston Martin Aramco F1 Team           | 10         | 0          | 0          | 0          | 0          | 8*         | 16*        |

* Сезон триває.

### Результати виступів у Формулі-1
| Приклад                  | Опис                                                              |
| ------------------------ | ----------------------------------------------------------------- |
| 1                        | Переможець                                                        |
| 2                        | Друге місце                                                       |
| 3                        | Третє місце                                                       |
| 5                        | Фінішував у очковій зоні                                          |
| 12                       | Фінішував поза очковою зоною                                      |
| НКЛ                      | Фінішував, але не класифікований                                  |
| Схід                     | Не фінішував і не класифікований                                  |
| НКВ                      | Не кваліфікований                                                 |
| НПКВ                     | Не передкваліфікований                                            |
| ДСК                      | Дискваліфікований                                                 |
| тест                     | Тестер по п'ятницях                                               |
| НС                       | Брав участь у Гран-прі як бойовий пілот, але не стартував у гонці |
| Т                        | Травмований чи хворий                                             |
| Викл                     | Виключений із протоколу                                           |
| Від                      | Відмова від участі                                                |
| НТР                      | Не брав участі в тренуваннях                                      |
| НПР                      | Не прибув на Гран-прі                                             |
| С                        | Гонка скасована                                                   |
|                          | Не брав участі                                                    |
| Жирний шрифт             | Поул-позиція                                                      |
| Курсив                   | Найшвидше коло                                                    |
| Числоу верхньому індексі | Позиція в спринті, що передбачає нарахування очок                 |

| Рік      | Команда                               | Шасі                | Двигун                                 | 1        | 2        | 3        | 4        | 5        | 6        | 7        | 8        | 9        | 10       | 11       | 12       | 13       | 14       | 15       | 16       | 17       | 18       | 19       | 20       | 21     | 22       | 23    | 24    | Місце | Очки |
| -------- | ------------------------------------- | ------------------- | -------------------------------------- | -------- | -------- | -------- | -------- | -------- | -------- | -------- | -------- | -------- | -------- | -------- | -------- | -------- | -------- | -------- | -------- | -------- | -------- | -------- | -------- | ------ | -------- | ----- | ----- | ----- | ---- |
| 2001     | European Minardi                      | Minardi PS01        | European (Cosworth) 3.0 V10            | АВС 12   | МАЛ 13   | БРА Схід | САН Схід | ІСП 13   | АВТ Схід | МОН Схід | КАН Схід | ЄВР 14   | ФРА 17   | ВЕЛ 16   | НІМ 10   | УГО Схід | БЕЛ Схід | ІТА 13   | США Схід | ЯПО 11   |          |          |          |        |          |       |       | 23    | 0    |
| 2003     | Mild Seven Renault F1 Team            | Renault R23         | Renault RS23 3.0 V10                   | АВС 7    | МАЛ 3    | БРА 3    | САН 6    | ІСП 2    | АВТ Схід | МОН 5    | КАН 4    | ЄВР 4    | ФРА Схід | ВЕЛ Схід | НІМ 4    | УГО 1    | ІТА 8    | США Схід | ЯПО Схід |          |          |          |          |        |          |       |       | 6     | 55   |
| 2004     | Mild Seven Renault F1 Team            | Renault R24         | Renault RS24 3.0 V10                   | АВС 3    | МАЛ 7    | БАХ 6    | САН 4    | ІСП 4    | МОН Схід | ЄВР 5    | КАН Схід | США Схід | ФРА 2    | ВЕЛ 10   | НІМ 3    | УГО 3    | БЕЛ Схід | ІТА Схід | КИТ 4    | ЯПО 5    | БРА 4    |          |          |        |          |       |       | 4     | 59   |
| 2005     | Mild Seven Renault F1 Team            | Renault R25         | Renault RS25 3.0 V10                   | АВС 3    | МАЛ 1    | БАХ 1    | САН 1    | ІСП 2    | МОН 4    | ЄВР 1    | КАН Схід | США НС   | ФРА 1    | ВЕЛ 2    | НІМ 1    | УГО 11   | ТУР 2    | ІТА 2    | БЕЛ 2    | БРА 3    | ЯПО 3    | КИТ 1    |          |        |          |       |       | 1     | 133  |
| 2006     | Mild Seven Renault F1 Team            | Renault R26         | Renault RS26 2.4 V8                    | БАХ 1    | МАЛ 2    | АВС 1    | САН 2    | ЄВР 2    | ІСП 1    | МОН 1    | ВЕЛ 1    | КАН 1    | США 5    | ФРА 2    | НІМ 5    | УГО Схід | ТУР 2    | ІТА Схід | КИТ 2    | ЯПО 1    | БРА 2    |          |          |        |          |       |       | 1     | 134  |
| 2007     | Vodafone McLaren Mercedes             | McLaren MP4-22      | Mercedes FO 108T 2.4 V8                | АВС 2    | МАЛ 1    | БАХ 5    | ІСП 3    | МОН 1    | КАН 7    | США 2    | ФРА 7    | ВЕЛ 2    | ЄВР 1    | УГО 4    | ТУР 3    | ІТА 1    | БЕЛ 3    | ЯПО Схід | КИТ 2    | БРА 3    |          |          |          |        |          |       |       | 3     | 109  |
| 2008     | ING Renault F1 Team                   | Renault R28         | Renault RS27 2.4 V8                    | АВС 4    | МАЛ 8    | БАХ 10   | ІСП Схід | ТУР 6    | МОН 10   | КАН Схід | ФРА 8    | ВЕЛ 6    | НІМ 11   | УГО 4    | ЄВР Схід | БЕЛ 4    | ІТА 4    | СІН 1    | ЯПО 1    | КИТ 4    | БРА 2    |          |          |        |          |       |       | 5     | 61   |
| 2009     | ING Renault F1 Team                   | Renault R29         | Renault RS27 2.4 V8                    | АВС 5    | МАЛ 11   | КИТ 9    | БАХ 8    | ІСП 5    | МОН 7    | ТУР 10   | ВЕЛ 14   | НІМ 7    | УГО Схід | ЄВР 6    | БЕЛ Схід | ІТА 5    |          |          |          |          |          |          |          |        |          |       |       | 9     | 26   |
| 2009     | Renault F1 Team                       | Renault R29         | Renault RS27 2.4 V8                    |          |          |          |          |          |          |          |          |          |          |          |          |          | СІН 3    | ЯПО 10   | БРА Схід | АБУ 14   |          |          |          |        |          |       |       | 9     | 26   |
| 2010     | Scuderia Ferrari Marlboro             | Ferrari F10         | Ferrari 056 2.4 V8                     | БАХ 1    | АВС 4    | МАЛ 13   | КИТ 4    | ІСП 2    | МОН 6    | ТУР 8    | КАН 3    | ЄВР 8    | ВЕЛ 14   | НІМ 1    | УГО 2    | БЕЛ Схід | ІТА 1    | СІН 1    | ЯПО 3    | КОР 1    | БРА 3    | АБУ 7    |          |        |          |       |       | 2     | 252  |
| 2011     | Scuderia Ferrari Marlboro             | Ferrari 150° Italia | Ferrari 056 2.4 V8                     | АВС 4    | МАЛ 6    | КИТ 7    | ТУР 3    | ІСП 5    | МОН 2    | КАН Схід | ЄВР 2    | ВЕЛ 1    | НІМ 2    | УГО 3    | БЕЛ 4    | ІТА 3    | СІН 4    | ЯПО 2    | КОР 5    | ІНД 3    | АБУ 2    | БРА 4    |          |        |          |       |       | 4     | 257  |
| 2012     | Scuderia Ferrari                      | Ferrari F2012       | Ferrari 056 2.4 V8                     | АВС 5    | МАЛ 1    | КИТ 9    | БАХ 7    | ІСП 2    | МОН 3    | КАН 5    | ЄВР 1    | ВЕЛ 2    | НІМ 1    | УГО 5    | БЕЛ Схід | ІТА 3    | СІН 3    | ЯПО Схід | КОР 3    | ІНД 2    | АБУ 2    | США 3    | БРА 2    |        |          |       |       | 2     | 278  |
| 2013     | Scuderia Ferrari                      | Ferrari F138        | Ferrari 056 2.4 V8                     | АВС 2    | МАЛ Схід | КИТ 1    | БАХ 8    | ІСП 1    | МОН 7    | КАН 2    | ВЕЛ 3    | НІМ 4    | УГО 5    | БЕЛ 2    | ІТА 2    | СІН 2    | КОР 6    | ЯПО 4    | ІНД 11   | АБУ 5    | США 5    | БРА 3    |          |        |          |       |       | 2     | 242  |
| 2014     | Scuderia Ferrari                      | Ferrari F14 T       | Ferrari 059 1.6 V6 t                   | АВС 4    | МАЛ 4    | БАХ 9    | КИТ 3    | ІСП 6    | МОН 4    | КАН 6    | АВТ 5    | ВЕЛ 6    | НІМ 5    | УГО 2    | БЕЛ 7    | ІТА Схід | СІН 4    | ЯПО Схід | РОС 6    | США 6    | БРА 6    | АБУ 9    |          |        |          |       |       | 6     | 161  |
| 2015     | McLaren Honda                         | McLaren MP4-30      | Honda RA615H 1.6 V6 t                  | АВС      | МАЛ Схід | КИТ 12   | БАХ 11   | ІСП Схід | МОН Схід | КАН Схід | АВТ Схід | ВЕЛ 10   | УГО 5    | БЕЛ 13   | ІТА 18†  | СІН Схід | ЯПО 11   | РОС 11   | США 11   | МЕК Схід | БРА 15   | АБУ 17   |          |        |          |       |       | 17    | 11   |
| 2016     | McLaren Honda                         | McLaren MP4-31      | Honda RA616H 1.6 V6 t                  | АВС Схід | БАХ      | КИТ 12   | РОС 6    | ІСП Схід | МОН 5    | КАН 11   | ЄВР Схід | АВТ 18†  | ВЕЛ 13   | УГО 7    | НІМ 12   | БЕЛ 7    | ІТА 14   | СІН 7    | МАЛ 7    | ЯПО 16   | США 5    | МЕК 13   | БРА 10   | АБУ 10 |          |       |       | 10    | 54   |
| 2017     | McLaren Honda                         | McLaren MCL32       | Honda RA617H 1.6 V6 t                  | АВС Схід | КИТ Схід | БАХ 14†  | РОС НС   | ІСП 12   | МОН      | КАН 16†  | АЗЕ 9    | АВТ Схід | ВЕЛ Схід | УГО 6    | БЕЛ Схід | ІТА 17†  | СІН Схід | МАЛ 11   | ЯПО 11   | США Схід | МЕК 10   | БРА 8    | АБУ 9    |        |          |       |       | 15    | 17   |
| 2018     | McLaren F1 Team                       | McLaren MCL33       | Renault R.E.18 1.6 V6 t                | АВС 5    | БАХ 7    | КИТ 7    | АЗЕ 7    | ІСП 8    | МОН Схід | КАН Схід | ФРА 16†  | АВТ 8    | ВЕЛ 8    | НІМ 16†  | УГО 8    | БЕЛ Схід | ІТА Схід | СІН 7    | РОС 14   | ЯПО 14   | США Схід | МЕК Схід | БРА 17   | АБУ 11 |          |       |       | 11    | 50   |
| 2021     | Alpine F1 Team                        | Alpine A521         | Renault E-Tech 20B 1.6 V6 t            | БАХ Схід | ЕМІ 10   | ПОР 8    | ІСП 17   | МОН 13   | АЗЕ 6    | ФРА 8    | ШТИ 9    | АВТ 10   | ВЕЛ 7    | УГО 4    | БЕЛ 11   | НІД 6    | ІТА 8    | РОС 6    | ТУР 16   | США Схід | МЕХ 9    | САП 9    | КАТ 3    | САУ 13 | АБУ 8    |       |       | 10    | 81   |
| 2022     | BWT Alpine F1 Team                    | Alpine A522         | Renault E-Tech 22 1.6 V6 t             | БАХ 9    | САУ Схід | АВС 17   | ЕМІ Схід | МАЯ 11   | ІСП 9    | МОН 7    | АЗЕ 7    | КАН 9    | ВЕЛ 5    | АВТ 10   | ФРА 6    | УГО 8    | БЕЛ 5    | НІД 6    | ІТА Схід | СІН Схід | ЯПО 7    | США 7    | МЕХ · 19 | САП 5  | АБУ Схід |       |       | 9     | 81   |
| 2023     | Aston Martin Aramco Cognizant F1 Team | Aston Martin AMR23  | Mercedes F1 M14 E Performance 1.6 V6 t | БАХ 3    | САУ 3    | АВС 3    | АЗЕ 46   | МАЯ 3    | МОН 2    | ІСП 7    | КАН 2    | АВТ 5    | ВЕЛ 7    | УГО 9    | БЕЛ 5    | НІД 2    | ІТА 9    | СІН 15   | ЯПО 8    | КАТ 68   | США Схід | МЕХ Схід | САП 3    | ЛВГ 9  | АБУ 7    |       |       | 4     | 206  |
| 2024     | Aston Martin Aramco F1 Team           | Aston Martin AMR24  | Mercedes F1 M15 E Performance 1.6 V6 t | БАХ 9    | САУ 5    | АВС 8    | ЯПО 6    | КИТ 7    | МАЯ 9    | ЕМІ 19   | МОН 11   | КАН 6    | ІСП 12   | АВТ 18   | ВЕЛ 8    | УГО 11   | БЕЛ 8    | НІД 10   | ІТА 11   | АЗЕ 6    | СІН 8    | США 13   | МЕХ Схід | САП 14 | ЛВГ 11   | КАТ 7 | АБУ 9 | 9     | 70   |
| 2025     | Aston Martin Aramco F1 Team           | Aston Martin AMR25  | Mercedes F1 M16 E Performance 1.6 V6 t | АВС Схід | КИТ Схід | ЯПО 11   | БАХ 15   | САУ 11   | МАЯ 15   | ЕМІ 11   | МОН Схід | ІСП 9    | КАН 7    | АВТ      | ВЕЛ      | БЕЛ      | УГО      | НІД      | ІТА      | АЗЕ      | СІН      | США      | МЕХ      | САП    | ЛВГ      | КАТ   | АБУ   | 16*   | 8*   |
| Джерело: |                                       |                     |                                        |          |          |          |          |          |          |          |          |          |          |          |          |          |          |          |          |          |          |          |          |        |          |       |       |       |      |

* Сезон триває

† Не закінчив, але був класифікований, оскільки він завершив більше 90 % дистанції гонки.